# Fopius marangensis
Fopius marangensis är en stekelart som först beskrevs av Fischer 1962.  Fopius marangensis ingår i släktet Fopius och familjen bracksteklar. Inga underarter finns listade i Catalogue of Life.